# Storgården
Storgården er oprettet i 1748 som avlsgård til Svanholm Gods og var senere en arvefæstergård. Gården ligger til venstre for vejen mellem Dalby og Oreberg Gods. Storgården ligger i Krogstrup Sogn i Frederikssund Kommune.
I 1900 var gården på 19½ tønder hartkorn og dermed en proprietærgård. Storgården Gods er i dag på 356 hektar med Herlevgård

## Ejere af Storgaarden
- (1748-1763) Jonas Jørgensen de Svanenskiold
- (1763-1798) Niels Jørgensen de Svanenskiold
- (1798-1801) Johanne de Neergaard gift de Svanenskiold
- (1801-1805) Peder Jørgensen de Svanenskiold
- (1805-1821) Preben Bille-Brahe
- (1821-1827) Den Danske Stat
- (1827-1854) O.G. Müller
- (1854-1882) Otto Müller
- (1882-1899) Jens Christian Bille-Brahe
- (1899-1901) Preben Vilhelm Bille-Brahe
- (1901-1909) Frederik Lassen Landorph
- (1909-1914) Ch.H. Christensen
- (1914-1920) C. Ulrich Petersen / H. Riis Hansen
- (1920-1930) Elias J. Eliasen
- (1930-1970) A. Rand
- (1970-2007) Karsten Falkentoft
- (2007- Karsten Falkentoft / Claes Falkentoft (Herlevgaard)